# Jeff Waugh
Jeff Waugh (známý pod přezdívkou "jdub") je australský programátor svobodného softwaru. Jeff Waugh je velmi aktivní ve vývojářské komunitě GNOME. Je ženatý s Piou Waughovou, která je také aktivní v australské komunitě svobodného softwaru.

## Kariéra
V roce 2004 jej zaměstnal Mark Shuttleworth, zakladatel Canonical Ltd a linuxové distribuce Ubuntu, kde Waugh pracoval jako business vývojář. V roce 2005 vyhrál na OSCONu cenu "Best Evangelist" v Google-O'Reilly Open Source Awards za propagování Ubuntu a GNOME. V červenci 2006 rezignoval na svoji pozici ve firmě, aby se více zaměřil na vývoj GNOME.
V roce 2006 Waugh a jeho žena spolupracovali s Waugh Partners, australské Open Source konzultační středisko.

## Pozice
Waugh měl nebo stále zastává různé pozice v několika free software projektech:
- Člen organizačního týmu na linux.conf.au (v roce 2001 a 2007)
- Předseda organizace Annodex (2006)
- Organizátor GNOME Foundation, (2003–2004 a od 2006 do současnosti)
- Manažer verzí GNOME (2001–2005)
- Prezident společnosti Sydney Linux Users Group (2002–2003)
- Člen Sydney Linux Users Group (2001–2002)